# Iouriy Lebid
Iouriy Anatoliïovytch Lebid (ukrainien : Юрій Анатолійович Лебідь), né le 2 mai 1967 à Soumy, en République socialiste soviétique d'Ukraine, (URSS), est un général ukrainien, il commande la Garde nationale de l'Ukraine jusqu'au 8 février 2023, remplacé par Oleksandr Pivnenko.

## Biographie
Iouriy Lebid était auparavant commandant de la partie est de la Garde nationale en 2019, puis commandant adjoint de la Garde nationale de l'Ukraine et le chef du 47e régiment Tigre de la militsia lors de l'Euromaïdan.

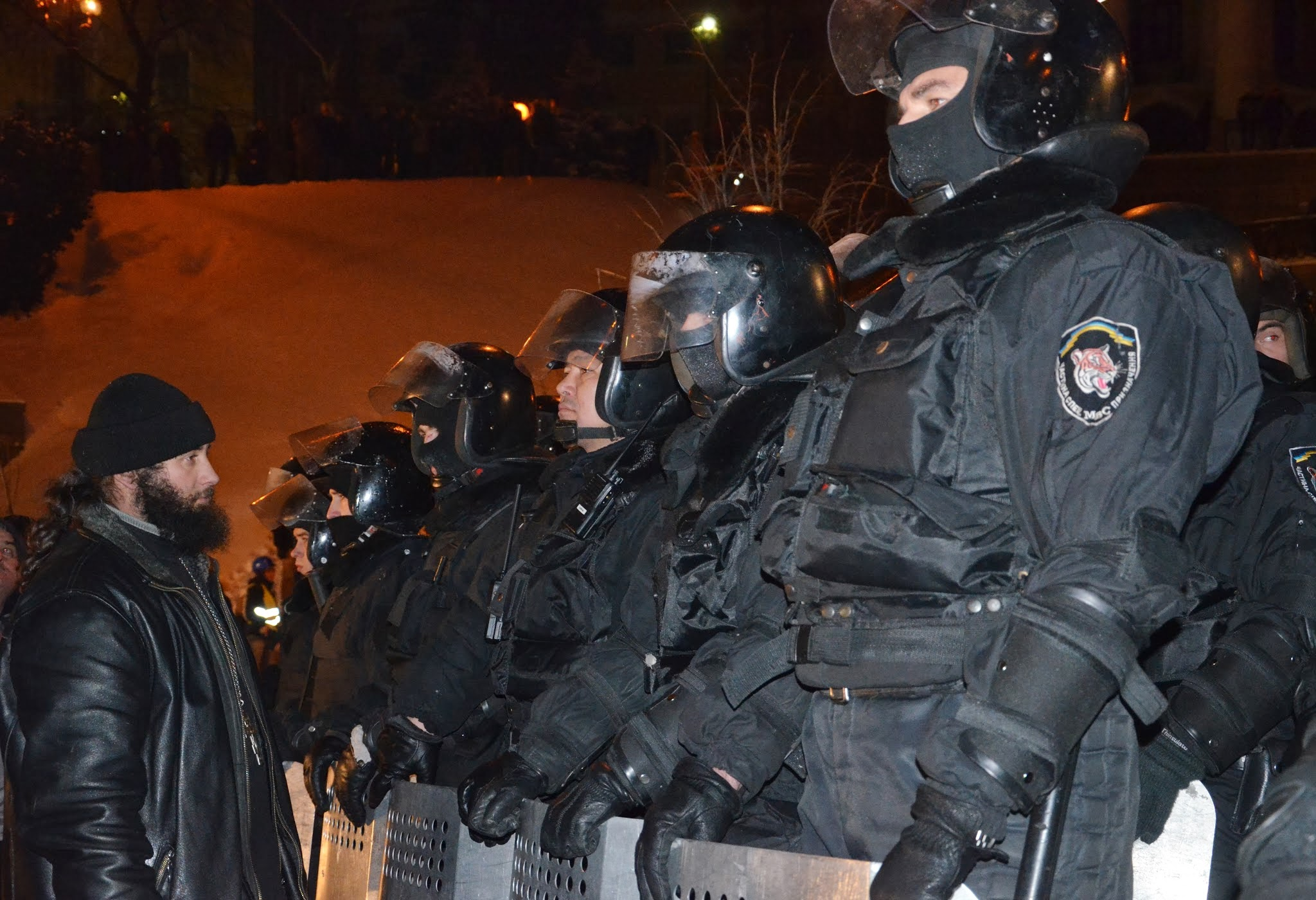
Les Tigres en décembre 2013 sur Euromaïdan.